# Týnec, Klatovy
Týnec là một làng thuộc huyện Klatovy, vùng Plzeňský, Cộng hòa Séc.